# Phosphate
Ne doit pas être confondu avec Roche phosphatée.

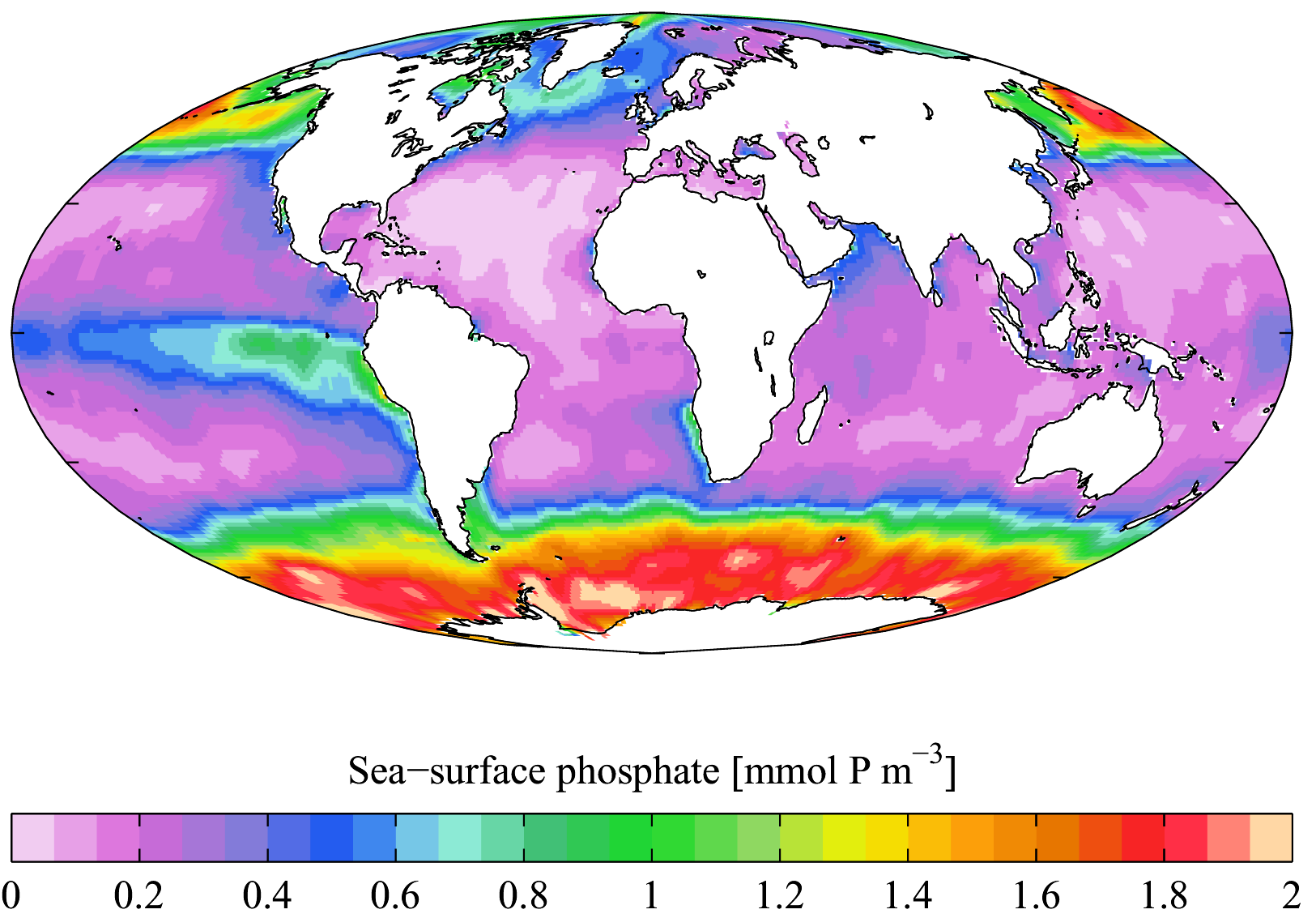
Le phosphore, oligo-élément indispensable à la vie, est inégalement réparti sur terre et dans les océans, les poissons et les oiseaux jouent un rôle important dans sa concentration et dans son retour à la terre (bioturbation).

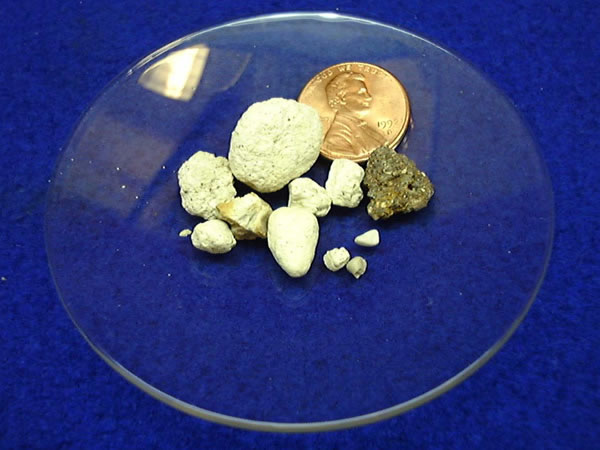
Phosphate dans une coupelle.

Un phosphate est un composé dérivé de l'acide phosphorique H3PO4 par perte ou substitution d'un ou plusieurs atomes d'hydrogène, par d'autres atomes ou groupes fonctionnels.
En chimie minérale, c'est un sel résultant de l'attaque d'une base par cet acide, ou l'anion faisant partie de ce sel. Les ions orthophosphates sont les formes chimiques les plus fréquentes du phosphate dans l’environnement (H2PO4−, HPO42−, PO43−), tous dérivés de l'acide phosphorique par perte d'un à trois atomes d'hydrogène. Ils sont utilisés dans certains engrais, lessives, comme inhibiteurs de corrosion ou additifs alimentaires (ils portent alors les numéros E338 à E343 si ce sont des orthophosphates, E450 à E455 si ce sont des polyphosphates). Présents en excès dans l'eau, ils sont source d'eutrophisation (voire de dystrophisation).
En chimie organique, un phosphate est un type de composé organophosphoré ; les groupes substituants des hydrogènes de l'acide phosphorique peuvent alors être des chaînes carbonées, on parle parfois de phosphate organique.

## Dosage
La mesure de la concentration en phosphate est basée sur l'apparition du complexe phosphomolybdate d'ammonium qui est détecté par spectrophotométrie dans l'ultraviolet.
Les ions chlorure peuvent gêner et doivent être éliminés en faisant bouillir avec deux gouttes d'acide nitrique ; l'addition au réactif molybdique de tartrate améliore la spécificité.
Une solution d'orthomolybdate d'ammonium (NH4)2MoO4 mélangée à chaud à de l'acide nitrique 6M et à un phosphate, donne un précipité jaune de phosphomolybdate d'ammonium (NH4)3PO4(MoO3)2.
Les ions argent pour le phosphate donnent un précipité jaunâtre Ag3PO4. L'hydrogénophosphate de sodium donne avec l'ion Ag+ un précipité jaune de phosphate d'argent soluble dans l'acide nitrique et dans l'ammoniaque.
{\displaystyle {\rm {3Ag^{+}+2HPO_{4}^{2-}\;\;\to \;\;Ag_{3}PO_{4\downarrow }+H_{2}PO_{4}^{-}}}}
Un protocole de dosage a été validé en France par l'AFNOR.

## Caractéristiques moléculaires et chimiques
L'ion phosphate (ou orthophosphate) est un anion polyatomique de formule chimique brute PO43− et de masse moléculaire de 94,97 daltons. Il se présente sous la forme d'un tétraèdre dont les sommets sont formés par les quatre atomes d'oxygène encadrant un atome de phosphore.
Cet ion, qui comporte trois charges négatives, est la base conjuguée de l'ion hydrogénophosphate HPO42− (ou phosphate inorganique, noté « Pi ») qui est lui-même la base conjuguée de l'ion dihydrogénophosphate H2PO4− qui est lui-même la base conjuguée de l'acide phosphorique H3PO4. C'est une molécule hypervalente sachant que l'atome de phosphore possède dix électrons libres sur sa couche de valence.
Un sel de phosphate se forme lorsqu'un cation se lie à l'un des atomes d'oxygène de l'ion phosphate, formant un composé ionique. La plupart des phosphates sont insolubles dans l'eau aux conditions normales de température et de pression, excepté pour les sels de métaux alcalins.
Solubilisé dans une solution aqueuse, le phosphate existe sous ses quatre formes selon le taux d'acidité. En allant du plus basique au plus acide :
- la première forme à prédominer est l'ion phosphate (proprement dit) PO43− (fortement basique) ;
- la seconde forme est l'ion hydrogénophosphate HPO42− (faiblement basique) ;
- la troisième forme est l'ion dihydrogénophosphate H2PO4− (faiblement basique) ;
- la quatrième est la forme phosphate de trihydrogène (à l'état cristallin non ionisé) ou acide phosphorique H3PO4 (fortement acide en solution).

Le pKa des couples acide/base précédents est, :
- HPO42− / PO43− : 12,32 ;
- H2PO4− / HPO42− : 7,20 ;
- H3PO4 / H2PO4− : 2,15.

L'ion phosphate peut former des ions polymères, par exemple :
- diphosphate P2O74− (aussi appelé pyrophosphate) ;
- triphosphate P3O105−.

Les phosphates formant des complexes avec le calcium (contrôle micro-environnemental pendant la (bio-)minéralisation), ils entrent souvent dans la composition des lessives. Riche en phosphore, les rejets lessiviels augmentent donc le risque d'eutrophisation. Depuis les années 1980, les fabricants utilisent donc de plus en plus des substituts, telles les zéolithes.

## Formation et répartition
La roche phosphatée (roche concentrée en sels de phosphate) est une roche sédimentaire dite roche exogène : elle se forme par concentration lorsque des ions phosphate précipitent dans une roche en diagenèse. Les formes biogènes, telles les guanos d'oiseaux et de chauve-souris, sont exploitées depuis des siècles.
Les gisements les plus importants se trouvent au Maroc, plus particulièrement à Khouribga, au Sahara occidental, aux États-Unis en Floride, en Russie, en Tunisie, au Togo, au Sénégal, en Israël, en Jordanie, en Chine et sur certaines îles d'Océanie : Nauru, Banaba, Makatea...
De célèbres gisements insulaires sont aujourd'hui épuisés : île de la Navasse près d'Haïti, Nauru et Banaba (Micronésie), Îles Chincha (Pérou)… Celui de Makatea (Polynésie française) pourrait être relancé ou non.

## Rôle biologique
Les ions phosphate et les liaisons phosphodiester sont très importants en biochimie.
Tous les êtres vivants contiennent des phosphates : ainsi les groupes phosphate sont des éléments de base de la chaîne composant l'ARN et les hélices de l'ADN ; les os et les dents sont essentiellement constitués d'hydroxyapatite (Ca5(PO4)3(OH))… 
L'énergie chimique produite par la respiration, la photosynthèse ou la fermentation est stockée dans tous les organismes vivants sous forme de molécules d'adénosine triphosphate qui sert de vecteur d'énergie dans les cellules.
Son hydrolyse est lente, sauf quand elle est catalysée par une enzyme. Dans beaucoup de réactions biochimiques de substitution ou d'élimination, un phosphate ou pyrophosphate joue le rôle de groupe partant.
Les phosphates sont impliqués dans la fermentation vinicole (type de fermentation éthylique).

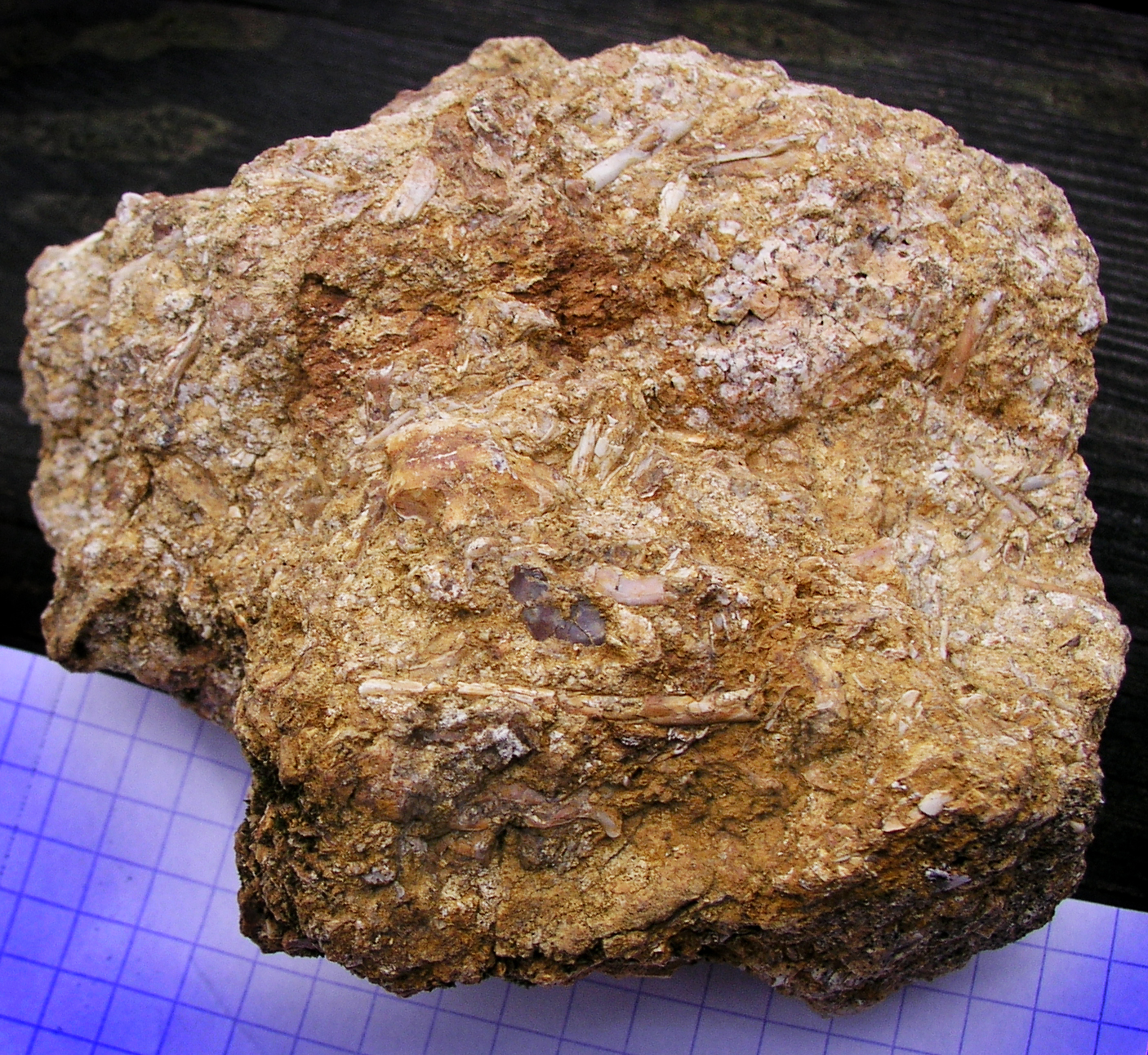
Ossements de chauves-souris contenus dans les gisements de phosphates du Quercy.

Les apatites contenues dans les os, dents, arêtes de poissons, coquilles d'œufs, coquilles de bivalves, tests de foraminifères mélangés aux excréments sont à l'origine de dépôts marins (parfois continentaux) accumulés à l'échelle des temps géologiques ; ces roches sédimentaires exondées constituent 80 % des gisements de phosphates exploités actuellement ; les gisements situés en mer ne sont pas encore exploités.

## Synthèse industrielle

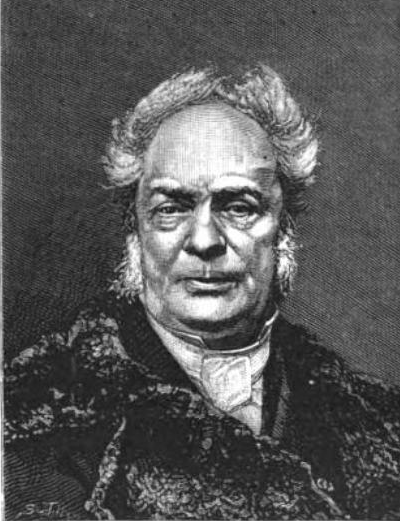
Frédéric Kuhlmann chimiste français fondateur des Établissements Kuhlmann, en 1881

La synthèse des superphosphates fut développée à échelle industrielle par les Établissements Kuhlmann déjà producteurs d'acide sulfurique, à partir des années 1840, d'abord pour satisfaire les besoins des producteurs de betteraves de la région de Lille.
Des composés du phosphates peuvent être industriellement synthétisés. Ainsi Rhodia produisait par exemple du Tri-polyphosphate (TPP) en France (à Rouen) dans une unité de fabrication finalement fermée dans le cadre des restructurations industrielles.

## Utilisation

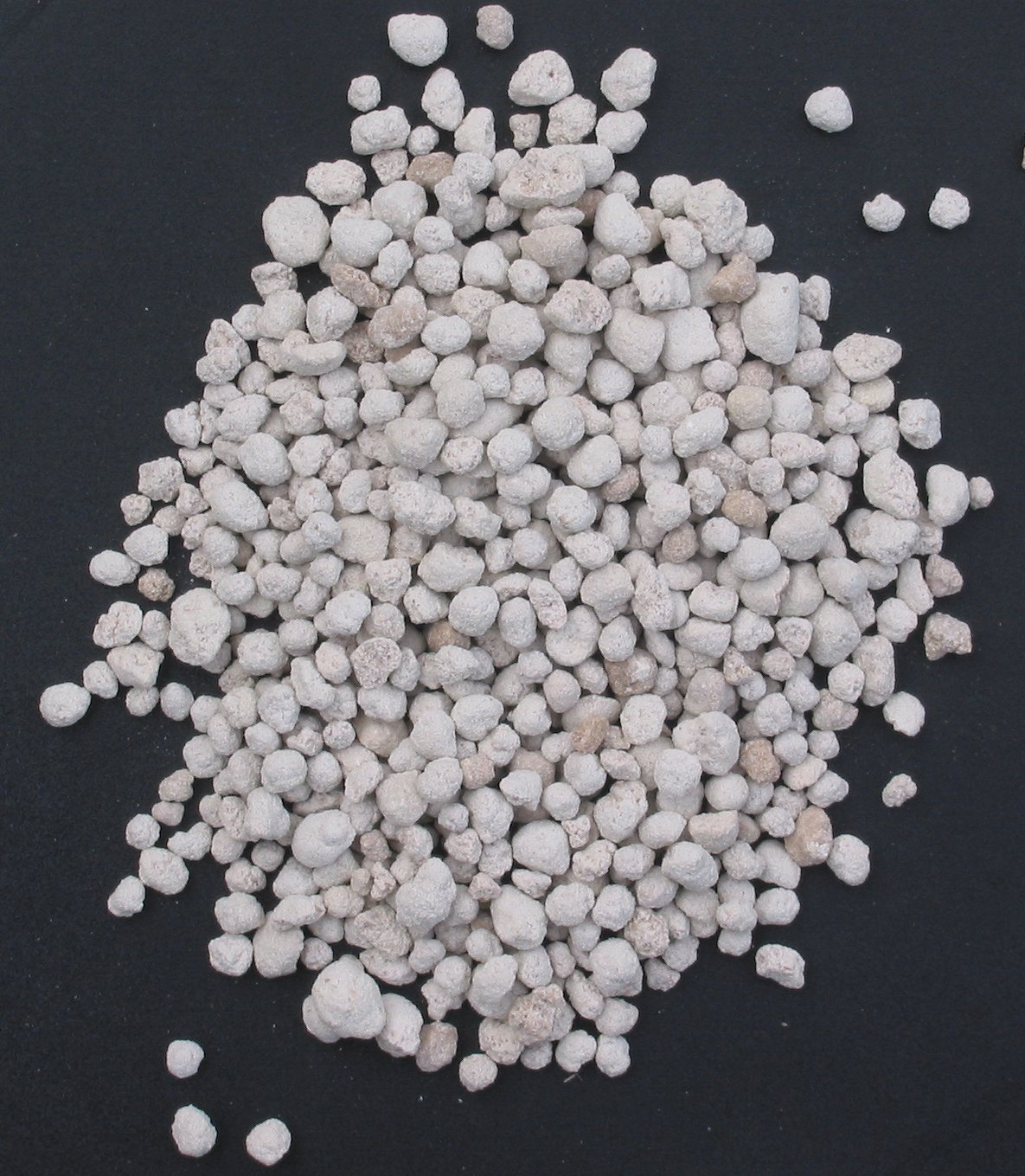
Granulés de superphosphate triple, engrais titrant 45 % de P_{2}O_{5}.

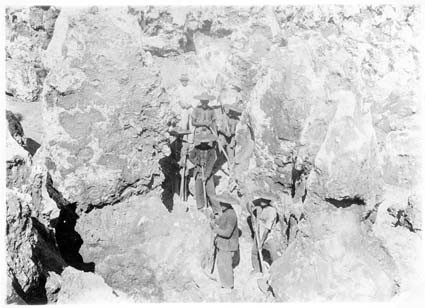
Ouvriers (probablement chinois) d'une mine de Nauru, 1917.

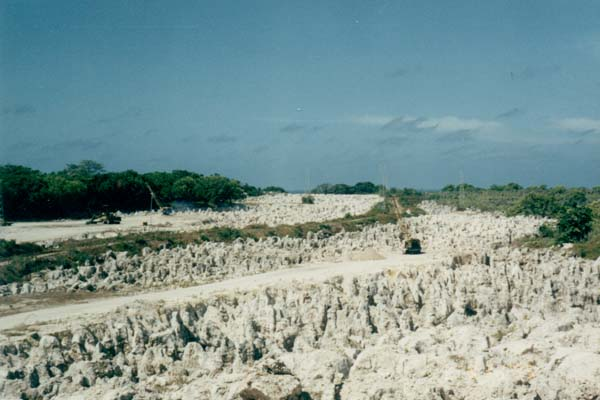
Mines de Nauru.

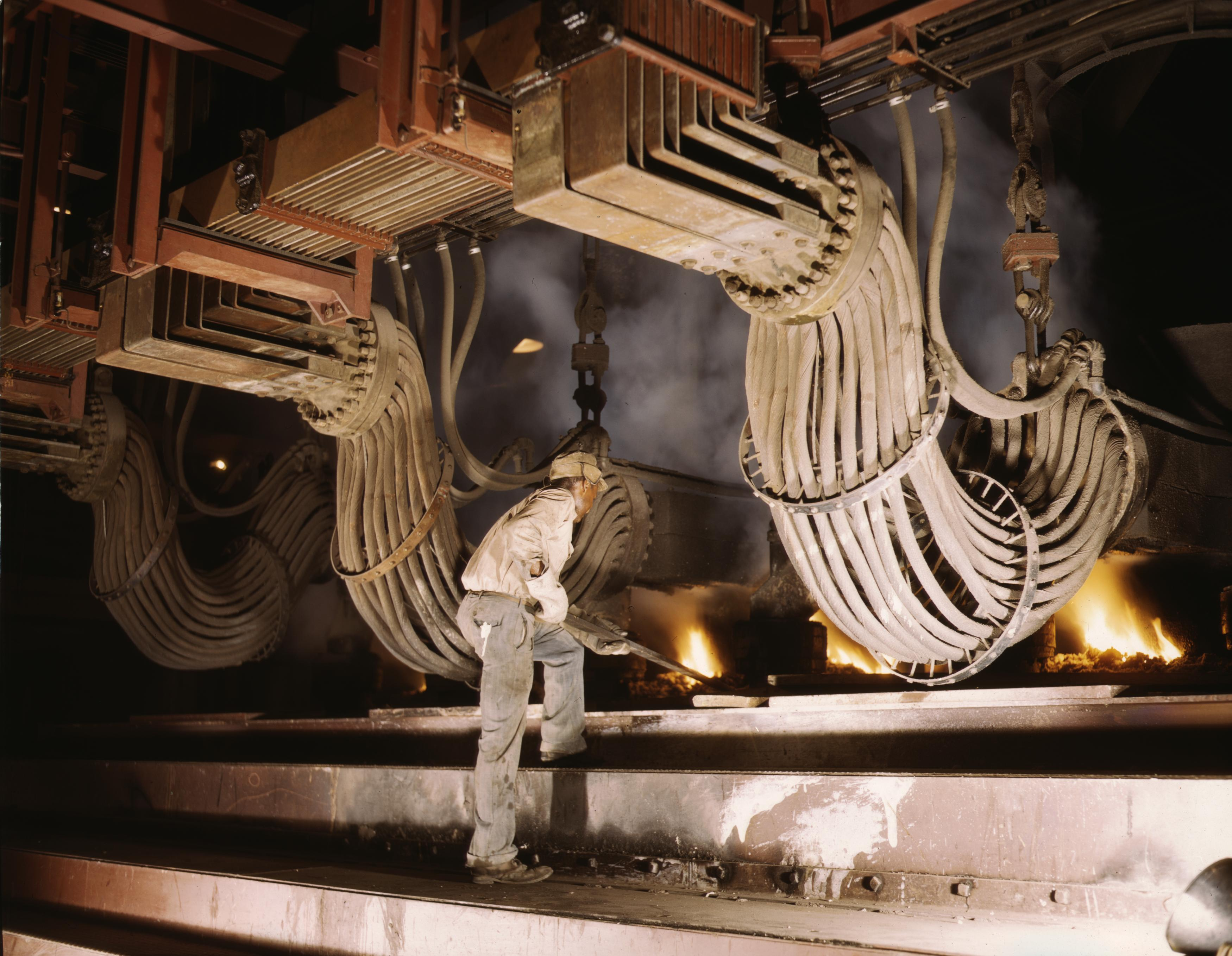
Grand four électrique de fusion de phosphate, utilisé pour produire du phosphore élémentaire dans une usine chimique de la TVA (Tennessee Valley Authority) dans la zone de en en Alabama (États-Unis), juin 1946.

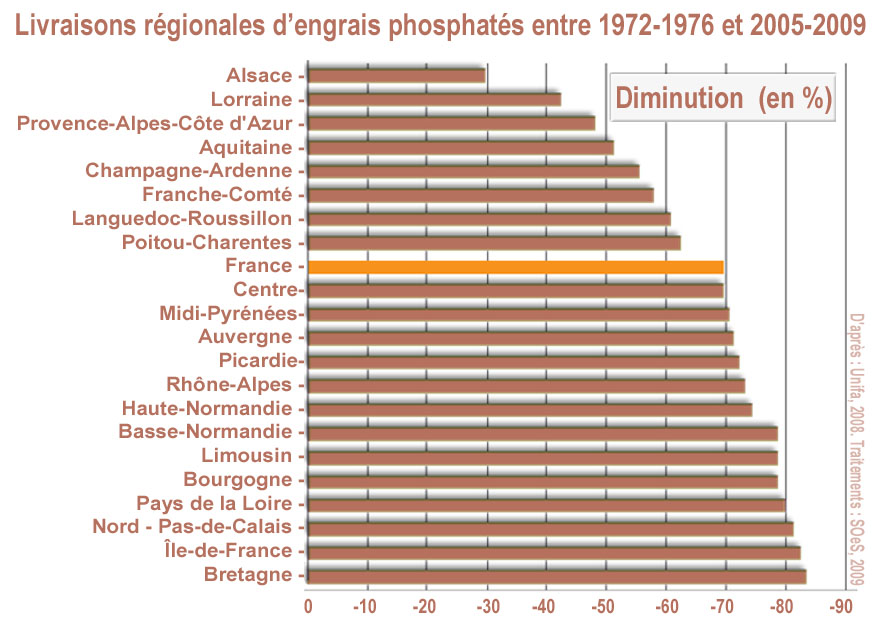
Diminution des ventes de phosphates en France, qui ne s'est pas partout traduite par une diminution des teneurs des sols (qui ont diminué dans 34 % des régions, sont restées stables dans 24 % et ont augmenté dans 43 % dont en Bretagne), en raison notamment des apports de lisiers et boues d'épuration.

Les phosphates sont utilisés dans l'agriculture et le jardinage comme engrais pour fournir aux plantes (fruits, légumes…) une source de phosphore. Les engrais phosphatés représentent, de loin, la principale utilisation des phosphates. Le minerai, en général des phosphates de calcium, peut être épandu directement sur les terres acides après avoir été finement broyé. Ayant tendance à se recombiner au calcium des sols, ce qui le rend moins assimilable, il doit être rendu plus hydrosoluble avant d'être employé sur les sols calcaires, ce qui passe par la fabrication des superphosphates. Suivant l'origine du minerai et le traitement, ces engrais sont susceptibles d'apporter des éléments fertilisants variés outre le calcium et le phosphore. Ces engrais peuvent être d'origine organique (poudre d'os, arêtes de poissons, etc.) ou inorganique (attaque d'acide sur du minerai), ce qui est de plus en plus le cas, hormis en agriculture biologique où les engrais de synthèse sont interdits.
Le superphosphate simple peut être utilisé pour l'assainissement des litières en élevage. Il passe dans le fumier et joue à nouveau un rôle de fertilisant.
Les dihydrogénophosphates H2PO4− de calcium ou sodium (E450) et le phosphate d'aluminium sodique acide (E541) sont utilisés associés au bicarbonate de sodium comme poudre à lever en boulangerie-pâtisserie. Ils ont fait partie des premières levures chimiques, ne laissent pas d'arrière-goût et ont en grande partie remplacé la levure de boulanger.
Les polyphosphates sont utilisés comme prétraitement des eaux calcaires potables ou traitement préalable ou principal à l'adoucissement de l'eau en général. Ils ont été utilisés massivement comme composants des lessives
L'acide phosphorique est généralement obtenu comme coproduit de la fabrication des superphosphates (attaque des minerais phosphatés par l'acide sulfurique).
La phosphatation et ses variantes bondérisation et parkérisation sont des traitements de protection de surface des aciers. On y utilise des bains d'acide phosphorique pour produire une couche superficielle de phosphate de fer.
Des orthophosphates (OP) ajoutés à une eau potabilisée permet de déposer des complexes stables (ex. : pyromorphite, Pb5(PO4)3) avec le fer, le plomb ou le cuivre issu de la corrosion de conduites métalliques. Ces complexes forment un film qui diminue le contact entre l'eau (et son oxygène dissous) et le métal toxique de la paroi interne d'une canalisation métallique. La corrosion est alors inhibée ou ralentie. Un tel traitement est permis au Royaume-Uni et aux États-Unis depuis les années 1990 puis a été utilisé au Canada, et plus récemment en Irlande. En Belgique et en République Tchèque il est utilisé pour protéger les canalisations en fer.
Utilisé dans les accumulateurs LFP (ou Li-FePO4 : Lithium-Fer-Phosphate, apparu en 2007). Les batteries LFP sont moins cher à produire que les batteries NMC ([Li]-NiMnCo) et leur impact environnemental est moindre (fer et phosphate au lieu de nickel, manganèse et cobalt). Leur densité énergétique est plus faible mais leur durée de vie plus longue.
En France : Les branchements publics et canalisations intérieures en plomb doivent être remplacés par des tuyaux sans plomb, pour lutter contre le saturnisme et mieux respecter la réglementation sur la potabilité de l’eau (directive européenne 98/83/CE relative à la qualité des « eaux destinées à la consommation humaine » (EDCH). La limite de qualité (LQ) pour le paramètre plomb (Pb) est passée de 50 à 25 μg/L en décembre 2003, puis de 25 à 10 μg/L en décembre 2013, conformément aux préconisations de l’OMS.
En complément à ces mesures qui prennent du temps, et à certaines conditions, une circulaire permet un traitement filmogène des canalisations par ajout à l'eau d'acide phosphorique ou d’orthophosphates (OP). Ceci peut limiter le relarguage de plomb à partir des tuyauteries, des soudures et des éléments de robinetterie (le laiton contient du plomb).
Ainsi, alors que les tuyauteries des maisons anciennes tardaient souvent à être changées, de 2003 à 2013, en France dix usines de production d’EDCH ont testé un traitement par OP (avec autorisation préfectorale) .

En 2012 et 2013, la Direction générale de la santé (DGS) puis le ministère de l’environnement et le CGDD ont demandé au Haut Conseil de la santé publique (HCSP) d’évaluer l’efficacité de ce type de traitement et de prendre position sur l’intérêt de le poursuivre ou de le généraliser à d’autres réseaux de distribution (et si oui et à quelles conditions… sachant qu’un arrêt du traitement pourrait peut être aussi déséquilibre les équilibres microbiens des biofilms déposés sur les tuyaux).
Cette demande a été traitée par un groupe de travail dénommé « Traitement des EDCH par des orthophosphates » dont les conclusions ont été adoptées le 4 juillet 2017.
Outre l'acide phosphorique (NF EN 974) des polyphosphates utilisables pourraient être selon l'ANSES :
- des dihydrogénophosphates de sodium (NF EN 1198) ;
- des phosphates trisodiques (NF EN 1200) ;
- des dihydrogénophosphates de potassium (NF EN 1201) ;
- des hydrogénophosphates de potassium (NF EN 1202) ;
- des phosphates tripotassiques (NF EN 1203).

En France le dosage devrait être de 2 mg/L de PO43− en injection continue dans l'eau le temps que la couche protectrice se forme (jusqu’à 6 mois), puis à 1 mg/L de PO43− (soit 0,3 mg/L de Phosphore). Ailleurs les taux varient (selon les pays) de 0,5 à 6 mg/L environ de PO43−.
Retours d'expérience : ils montrent une certaine réduction du relargage,, mais non sa suppression totale ; dans un cas étudié en France 1 mg/L en PO43− a suffi à réduire le plomb en solution de 60 % « sans pour autant que la LQ de 10 μg/L soit systématiquement respectée au robinet en raison de particularités dans certaines constructions » ; l'effet varie beaucoup selon la concentration en plomb et selon la qualité de l’eau (pH, dureté et TAC et présence éventuelle de couples galvaniques plomb-cuivre…). En février 2007 l'AFSSA notait « que  la  mise  en  place de  traitements  de  phosphatation  de  l'eau  ne  constitue  qu'une  étape  transitoire pour ramener les teneurs en plomb de l'eau au robinet du consommateur sous 25 μg/L mais qu'elle ne saurait se prolonger au - delà de 2013, date à laquelle la limite de 10 μg/L ne pourra  être respectée que par le remplacement de ces canalisations en plomb dans les réseaux publics et privés. »

## Impacts environnementaux liés à l'agriculture
Pages plus générales : Écologie du sol et Histoire de l'agriculture#Les progrès de l'agronomie, la maîtrise de la fertilisation et la mécanisation au XIXe siècle

### Engrais phosphatés utilisés en agriculture

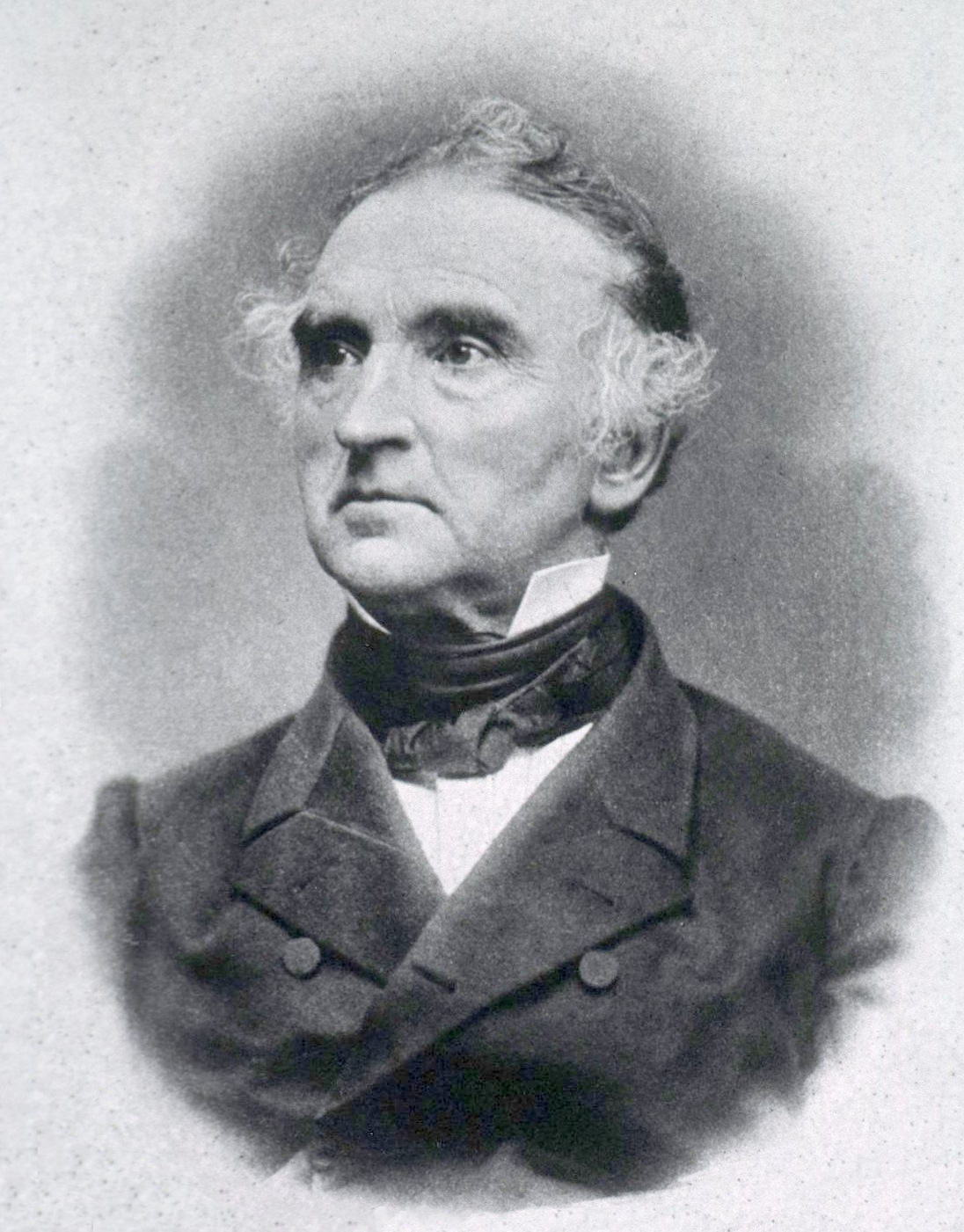
Justus von Liebig, chimiste allemand, fondateur de l’agrochimie, vers 1886

L'utilisation d'engrais est une des bases de la production agricole moderne. Parallèlement au développement de la production industrielle des superphosphates (Établissements Kuhlmann), les fondements de l'utilisation des engrais sont explicités et vulgarisés par le chimiste allemand Justus von Liebig dans son ouvrage : La chimie organique appliquée à la physiologie végétale et à l'agriculture, objet de nombreuses rééditions de 1840 à 1865.
Cependant des problèmes concrets concernant l'utilisation du phosphore (la plus grande partie du phosphore du sol se trouve sous forme insoluble bloquée par la matière minérale ou organique) et les particularités de son assimilation sont mis en lumière par les agronomes et les agriculteurs (surtout par les praticiens de l'agriculture biologique). Ils seront peu à peu élucidés par les travaux sur la structure du sol et les interactions plantes-microorganismes. Ces interactions sont encore aujourd'hui l'objet de recherche.
Les phosphates naturels minéraux (guano ou phosphates d'origine sédimentaire) ont été très utilisés, notamment dans les sols acides où le phosphore est un des nutriments limitant pour les plantes mais facilement mobilisable. La minette lorraine (minerai de fer) contient aussi de l'apatite ; le procédé Thomas permettait d'obtenir un acier de qualité et de récupérer un coproduit, les scories Thomas, contenant des silicophosphates et phosphates de calcium (12 à 18 % de P2O5 ) et d'autres éléments (magnésium, oxydes métalliques). Il fut l'engrais phosphaté le plus utilisé en France (40 % de la consommation en 1966). La minette n'est plus exploitée depuis 1997.
Dans les sols à pH neutre ou basique, on utilise plutôt les superphosphates plus facilement assimilables. Ce sont des phosphates naturels traités à l'acide phosphorique, à l'acide sulfurique, à l'ammoniac , selon :
- super phosphate triple ou Triple Super Phosphate (TSP), principalement Ca(H2PO4)2, titrant 45 % de P2O5.Il est fabriqué avec du phosphate et de l'acide phosphorique ;.

- le superphosphate simple ou Single Super Phosphate (SSP), de formule Ca(H2PO4)2, titrant 18 % de P2O5 avec en proportions variables du phosphogypse CaSO4, 2H2O susceptible de fournir du soufre.Il est fabriqué avec du phosphate de l'acide sulfurique et de l'eau ;
- le superphosphate double peu répandu intermédiaire entre les deux autres formules ;
- les superphosphates ammoniés : le phosphate de diammonium (DAP en anglais), (NH4)2HPO4 et le phosphate de monoammonium (MAP), NH4H2PO4 , sous forme sèche ou liquide, etc. qui fournissent de l'azote. Le DAP est fabriqué avec de l'ammoniaque et de l'acide phosphorique, l'ammoniaque apporte l'azote et l'acide phosphorique le phosphore.

On utilise ces engrais seuls ou plus souvent associés à de l'azote et du potassium (NPK)

### Conséquences

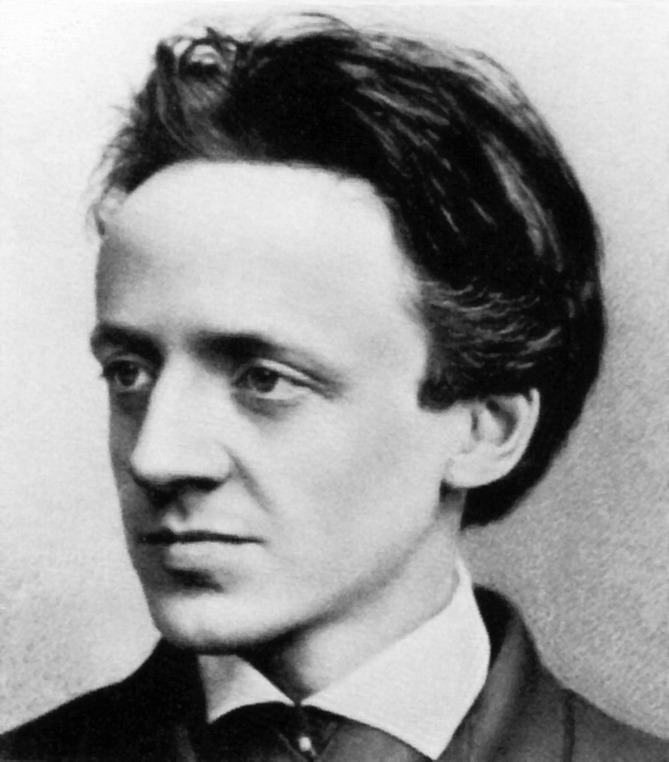
Sydney G. Thomas, scientifique et philanthrope britannique, inventeur du procédé Thomas

La fertilisation phosphatée est considérée comme indispensable à l'agriculture actuelle. Les phosphates naturels et superphosphates simples sont loin d'être des produits purs et peuvent comporter des éléments autres que le phosphore dont la présence peut être souhaitable ou non. La présence de calcium, magnesium, soufre et d'oligo-éléments (zinc, manganèse…) est généralement considérée comme bénéfique.
Si les phosphates sont normalement présents et utiles à faible dose dans l'eau et les sols, leur excès est (avec celui des teneurs en nitrates) une des causes majeures de l'eutrophisation voire de dystrophisation de l'environnement. Les transferts horizontaux ou verticaux de phosphates vers les eaux de surface varient fortement (de 0,1 à 2,5 kg ha−1 an−1), selon le type de sol, son pH, sa teneur en humus, et ses usages (labour, prairie permanente, etc.). En moyenne, 9 % du phosphore (dont la moitié apporté par les engrais) est emporté par les eaux de ruissellement.
Ils contribuent notamment aux problèmes de turbidité liés au verdissement des eaux (dont lors de blooms planctoniques) et aux phénomènes de zones marines mortes en aval des estuaires.
Ils sont aussi source de « métaux lourds », qui sont pour certains éventuellement radioactifs, car le phosphore d'origine minérale est souvent, dans les engrais, associé à des métaux toxiques (cadmium (jusqu'à 87 mg·kg-1 dans le phosphal produit au Sénégal, le chrome (Cr), le mercure (Hg) et le plomb (Pb), et à des éléments radioactifs, dont l'uranium (U). Certains engrais phosphatés contiennent des quantités importantes d'uranium, donc de radium et conduisent à une émanation plus importante de gaz radon,[réf. nécessaire]. Les teneurs atteignent jusqu'à 390 mg·kg-1 dans les mines tanzaniennes de Minjingu contre 12 mg·kg-1 dans le gisement tunisien de Gafsa, or le phosphate de Minjingu est agronomiquement très efficace, et peu coûteux, et donc très utilisé sur des sols acides cultivés, ce qui pose des questions toxicologiques et sanitaires concernant les ouvriers des mines, et écotoxicologiques concernant les stériles minières (dont crassiers de phosphogypse radioactif). L'uranium des phosphates est parfois récupéré et compte pour environ 5 % de la production mondiale d'uranium en 2010 (extraction de l'uranium).
Le cadmium dont la première source dans un champ est souvent l'engrais phosphaté peut poser de graves problèmes, et il est particulièrement bioassimilable dans le cas d'engrais phosphatés hydrosolubles, alors que, parce que lié à l'apatite, il est moins soluble dans les engrais non hydrosolubles. Il est encore plus bioassimilable dans les sols acides et/ou en présence d'une carence en certains autres oligo-éléments (fer…). 
Les engrais phosphatés minéraux sont aussi très riches en fluor (provenant de l'apatite qu'ils contiennent). Le fluor dépasse souvent 3 % du poids total. Ce fluor peut causer une fluorose aux animaux qui pâturent les sols traités, probablement pas parce qu'ils absorbent ce fluor via les plantes (qui le bioconcentrent peu), mais parce qu'ils ingèrent de la terre ainsi enrichie en fluor, avec leur nourriture ou en se léchant.

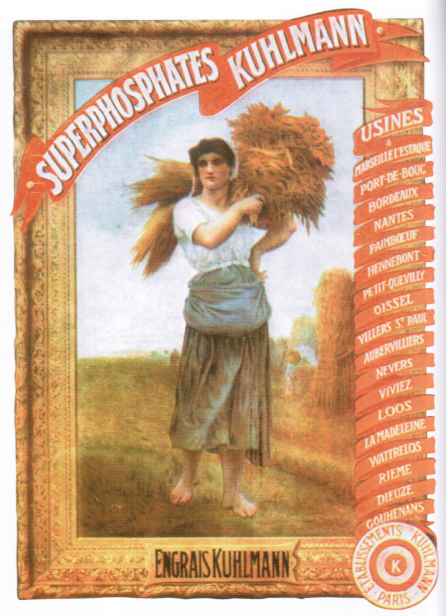
Affiche vantant l'utilisation des superphosphates avec la liste des usines Kuhlmann, 1916

Cependant le traitement de l'apatite à l'acide phosphorique pour la fabrication des superphosphates triples entraîne la réaction suivante :
Ca5(PO4)3F  +  7 H3PO4 →   5 Ca(H2PO4)2  +  HF, HF réagit avec la silice du minerai pour former H2SiF6 utilisé dans la métallurgie de l'aluminium, ce qui permet de soustraire le fluor à l'engrais.
Dans les cultures, le phosphore est normalement absorbé par les plantes par l'intermédiaire des mycorhizes. Cette voie concerne la plupart des familles à l'exception notable des crucifères et des chénopodiacées. Or, les apports excessifs d'engrais phosphatés conduisent les plantes à se passer des mycorhyzes qui se développent peu, rendant inopérante cette étape clé du cycle du phosphore. Les plantes cultivées ne peuvent ainsi plus profiter de ce mécanisme, et ne peuvent plus assimiler le phosphore autrement que par de nouveaux apports massifs de phosphates. Le phosphore des engrais excédentaire, lessivé par les pluies peut s'accumuler dans les sédiments des étangs où il reste plus longtemps disponible que les nitrates (plus ou moins selon la concentration du sédiment en fer sous forme d'oxyhydroxyde de fer(III) FeO(OH) et selon le pH de ce sédiment,.
En France, selon le bilan publié en 2009 sur les phosphates dans les sols de la France métropolitaine, en 2001, 775 000 tonnes ont été apportées aux sols français sous forme d'engrais minéraux. Six ans plus tard (en 2007) sur 2 372 points de mesure, près de la moitié des sols analysés en France posent encore problème : 2 % sont de qualité mauvaise, 4 % médiocre, 12 % moyenne, 55 % bonne et 27 % très bonne.
Les engrais minéraux restent la première source de phosphore perdu dans les eaux (50 %) en France, devant les déjections animales (directement ou plus souvent via les fumiers et épandages de lisier) (40 %). Viennent ensuite les effluents urbains domestiques (environ 5 %) et industriels (2 %) ainsi que les boues d'épuration (2 %).
En France et dans d'autres pays d'Europe, les agriculteurs ont globalement acheté moins d'engrais minéraux phosphatés (deux tiers en moins de 1972 à 2008), mais cette diminution concerne surtout les zones de déprise agricole ou d'agriculture biologique ; les analyses montrent que des teneurs en phosphore de certains sols agricoles ont fortement augmenté (+ 43 % des cantons étudiés, notamment en Bretagne, Pays de la Loire, Champagne-Ardenne et Aquitaine). Avec le développement des stations d'épuration et de l'élevage hors-sol, les quantités de boues et fumiers ou lisiers épandus ont fortement augmenté depuis les années 1970. Ces boues sont le plus souvent épandues, comme les fientes d'élevage avicoles sur les sols agricoles.

### Évolution possible
Voir aussi Mycorhize#Applications
En France, les mesures agroenvironnementales telles que le « couvert environnemental permanent » ou les « bandes enherbées » peuvent contribuer à piéger une partie des phosphates ruisselant à partir des champs afin qu'ils ne soient pas emportés par les cours d'eau. Le lagunage naturel peut aussi contribuer à mieux traiter les nitrates et le phosphore, éventuellement en traitement tertiaire en aval d'une station d'épuration « classique ».
Au vu des connaissances acquises sur les organismes du sol et en particulier sur les mycorhizes depuis 1990, une nouvelle approche de la fertilisation phosphatée semble possible. En favorisant le développement des mycorhizes et éventuellement en les inoculant, technique déjà éprouvée, il serait envisageable de réduire drastiquement le niveau de la fertilisation phosphatée,. Des biologistes comme Marc-André Selosse proposent d'étudier précisément cette voie.

## Recyclage
La récupération des phosphates contenus dans les eaux usées améliore le fonctionnement des stations d'épuration, limite l'eutrophisation des cours d'eau et constitue un complément de ressource phosphatée. Cette activité, encore peu développée, fait l'objet de nombreuses recherches. Le traitement le plus répandu consiste à faire précipiter le phosphore en ajoutant des composés magnésiens pour obtenir de la struvite utilisable comme engrais (4 % en N, 30% min en P2O5, 8 % min en Mg, traces de fer) ; coûteux, il pourrait à terme être remplacé ou associé à des traitements biologiques.
Pour les excréments humains, les toilettes à litière bio-maîtrisée constituent une alternative : d'une mise en œuvre simple et peu coûteuse, elles contournent le problème de l'assainissement de l'eau et permettent de produire un compost bon marché.

## Législation
Depuis le 1er juillet 2007, les phosphates sont interdits dans les lessives en France. Grâce à l'utilisation d'autres molécules actives, la qualité des eaux de nombreux lacs polluées par les eaux urbaines s'est améliorée. C'est maintenant l'agriculture qui est devenue la première source de pollution par les phosphates. En Belgique et en Suisse, les phosphates sont déjà interdits dans les lessives depuis plusieurs années.

## Production et réserves

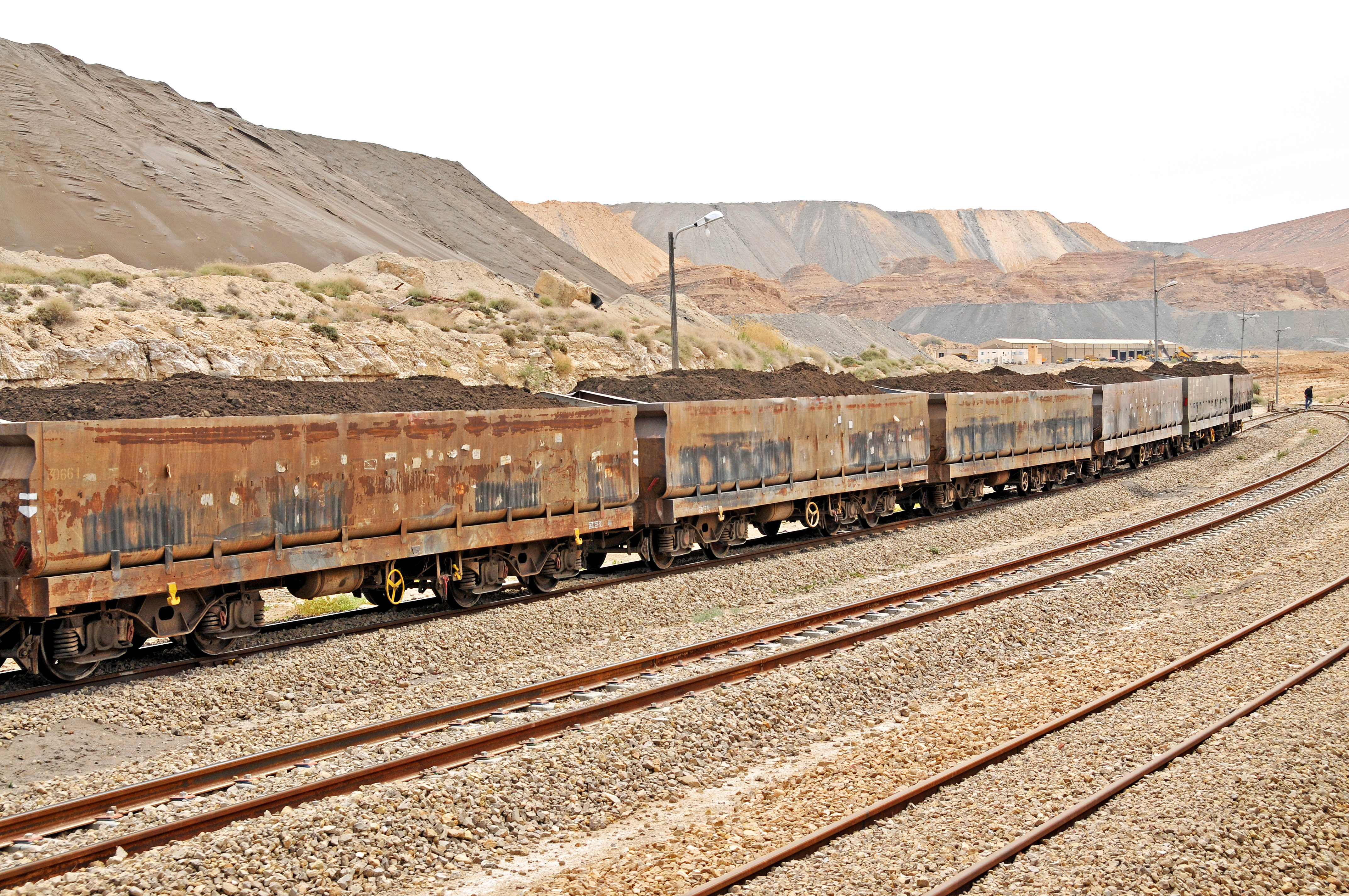
Train transportant du minerai, Métlaoui, Tunisie, 2012.

La Chine, le Maroc et les États-Unis sont les trois principaux pays producteurs de phosphate, ils assurent plus de 70 % de la production mondiale. Plus des trois quart des réserves mondiales confirmées se trouvent au Maroc. Le phosphore est une ressource finie qui, dans les conditions d'utilisation actuelles, connaîtra éventuellement un pic de son exploitation.
| Pays            | Production (kt) | Réserves (kt) |
| --------------- | --------------- | ------------- |
| Afrique du Sud  | 1990            | 1500000       |
| Algérie         | 1800            | 2200000       |
| Arabie saoudite | 9000            | 1400000       |
| Australie       | 2500            | 1100000       |
| Brésil          | 6200            | 1600000       |
| Chine           | 93000           | 3800000       |
| Égypte          | 5000            | 2800000       |
| États-Unis      | 19800           | 1000000       |
| Finlande        | 923             | 1000000       |
| Inde            | 1740            | 31000         |
| Israël          | 2170            | 60000         |
| Jordanie        | 11300           | 1000000       |
| Kazakhstan      | 1500            | 260000        |
| Mexique         | 442             | 30000         |
| Maroc           | 39000           | 50000000      |
| Ouzbékistan     | 900             | 100000        |
| Pérou           | 4200            | 210000        |
| Russie          | 14000           | 2400000       |
| Sénégal         | 2600            | 50000         |
| Syrie           | 1100            | 250000        |
| Togo            | 1500            | 30000         |
| Tunisie         | 3560            | 2500000       |
| Turquie         | 900             | 71000         |
| Vietnam         | 2000            | 30000         |
| Autres pays     | 750             | 800000        |
| Total (arrondi) | 228000          | 74000000      |

## Commerce
La France est importatrice de phosphate.
| Pays        | Valeur en milliers d’euros | Tonnage importé |
| ----------- | -------------------------- | --------------- |
| Lituanie    | 52 433                     | 150 486         |
| Russie      | 35 574                     | 105 884         |
| Maroc       | 33 449                     | 103 333         |
| Tunisie     | 18 220                     | 48 080          |
| Belgique    | 5 399                      | 11 877          |
| Mexique     | 3 391                      | 8 998           |
| Allemagne   | 1 645                      | 4 241           |
| Autres pays | 4 286                      | 11 479          |